# Błonie (województwo lubuskie)
Błonie (niem. Blankfeld) – wieś w Polsce położona w województwie lubuskim, w powiecie świebodzińskim, w gminie Skąpe.
W latach 1975–1998 miejscowość administracyjnie należała do województwa zielonogórskiego.
Niewielka wieś ulicówka, położona przy drodze powiatowej Skąpe – Toporów, ok. 11 km na północny zachód od Skąpego. Błonie powstało prawdopodobnie w XIV w. i do 1810 r. stanowiło własność joannitów z Łagowa. W 1654 r. wzmiankowany był tu kościół będący przedmiotem zatargu między katolikami i protestantami. Świątynia została rozebrana w XIX w. W 1939 r. wieś liczyła 115 mieszkańców.

## Zabytki
- zespół pałacowo-folwarczny z lat 1910–1925, zabudowa folwarczna zaniedbana i opuszczona,
- kilka domów z końca XIX w.